# Grimnessesluis
De Grimnessesluis (brug 202) is een vaste brug in Amsterdam-Centrum.
De korte verkeersbrug zorgt voor de verbinding tussen de oostzijde van het straatgedeelte van het Rokin en de Oude Turfmarkt. Ze overspant daarbij de kleine vaart tussen de Grimburgwal en datzelfde Rokin, maar dan open water. De brug wordt omringd door rijksmonumenten en één gemeentelijk monument (het kaartverkoophuisje ten noorden van de brug). Grimnessesluis was in vroeger tijden ook de aanduiding van de straat, die hier de Nes kruiste.
Er ligt hier al eeuwen een brug. Cornelis Anthonisz. tekende hier al een brug in op zijn plattegrond van 1538. De brug maakte toen onderdeel uit van een drietal bruggen op de kruising Grimburgwal, Rokin en Spui. De Grimnessesluis is de enige die daarvan nog over is. De Langebrug verdween bij de gedeeltelijke demping van het Rokin, de brug Rokin/Spui verdween bij de demping van het Spui. De brug vormde door de eeuwen heen een inspiratiebron voor kunstenaars tot aan Rembrandt van Rijn toe. De brug werd in 1640 geschetst door Gerbrand van den Eeckhout, waarbij er een vrij hoge en steile brug te zien is (Oude Grimnisse Sluys). Niet veel later legde Abraham Rademaker hem vast in een tekening; Herman Schouten volgde rond 1783, waarbij de brug een ander uiterlijk laat zien. De brug is dan een welfbrug met een bijna vlak brugdek, zoals ook te zien is op tekeningen van Jacob Cats en Jan Bulthuis (beide tekeningen uit de periode negentig van de achttiende eeuw). Toen Gerrit Hulseboom de brug in 1830 vastlegde was er sprake van een welfbrug waarbij het wegdek de welving volgt.
In juni 1860 werd door de gemeente Amsterdam aanbesteed: "Het maken van een nieuwe steenen brug met ijzeren bascule, tegenover de Grimnessesluis in het te verbreeden gedeelte van de Oude Turfmarkt, en zulks met allen daartoe benoodigde materialen en arbeidslonen". Het ontwerp voor die brug was afkomstig van Bastiaan de Greef, stadsarchitect en werkzaam aan de Stadstimmertuin. Er kwam westwaarts een nieuwe kade van het Rokin, waarbij de nieuwe brug werd gebouwd, die aanmerkelijk lager lag dan de oude welfbrug. Er bleef toen enige tijd water liggen tussen de oude en nieuwe kade van het Rokin. Toen dat water een paar jaar later werd gedempt, was het Rokin versmald en werd de oude brug overbodig. Rond 1868 verdween de oude brug, zodat in praktijk de brug 10 meter opgeschoven was. De sloop van de brug ging gepaard het slopen van de gebouwen op de Oude Turfmarkt 40 tot en met 44 en het bouwen van een gesticht tot verpleging van 100 kraamvrouwen (een deel van het Binnengasthuis). De brug werd in 1937 nog deels vernieuwd. In 2018 bleek de brug niet meer te voldoen aan de veiligheidseisen; er waren scheuren in het metselwerk ontdekt en het hout in de fundering bleek aangetast door een bacterie. De gemeente besloot derhalve de brug voor autoverkeer te sluiten.

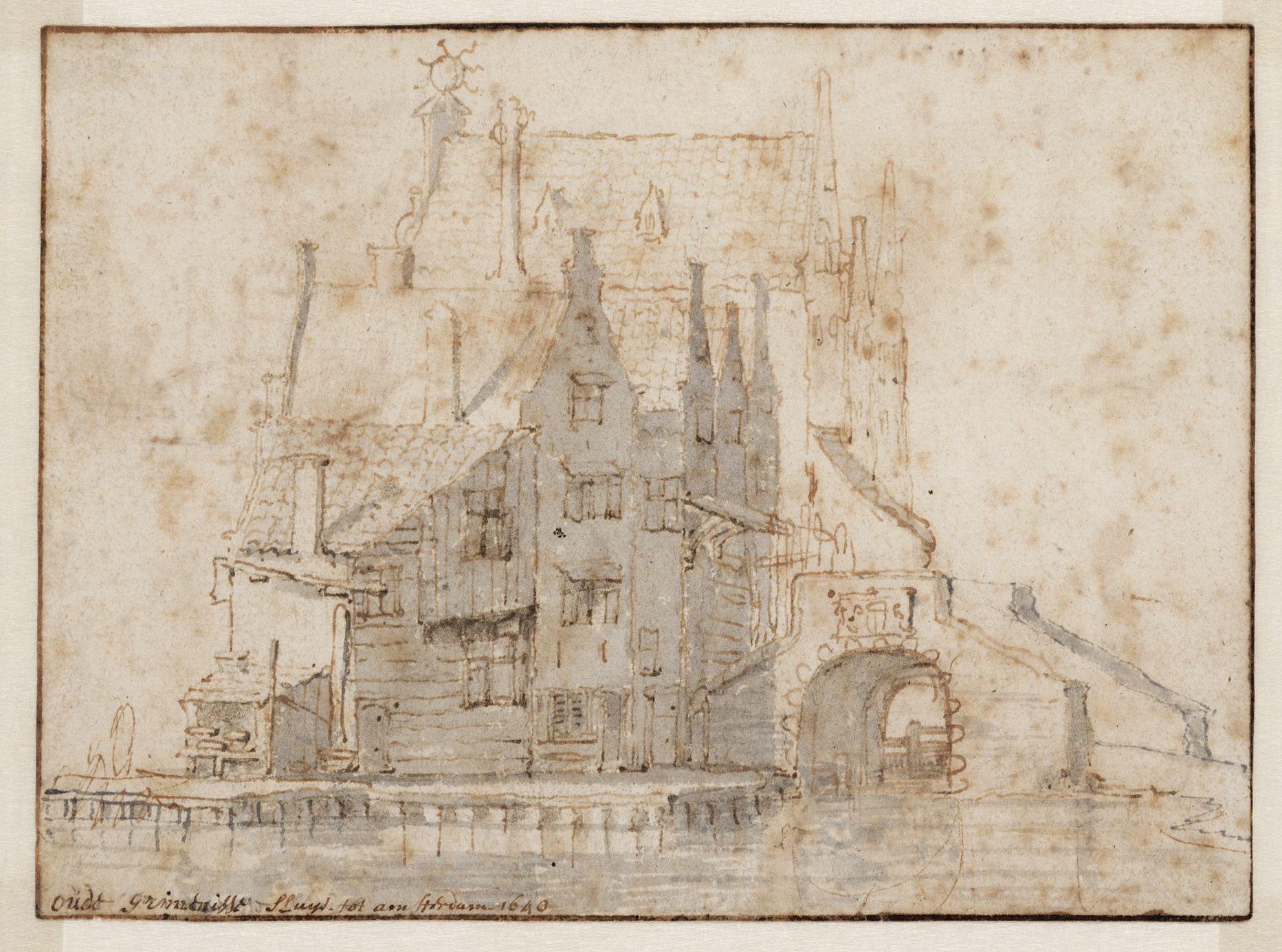
Oude Grimnisse Sluys van Van den Eeckhoorn, 1640
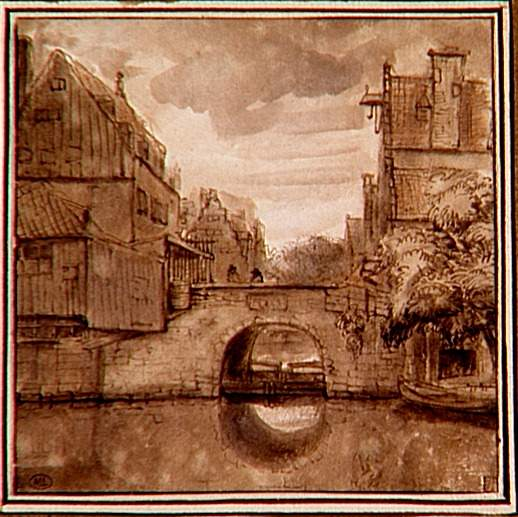
Grimnessesluis door Rembrandt van Rijn, midden 17e eeuw
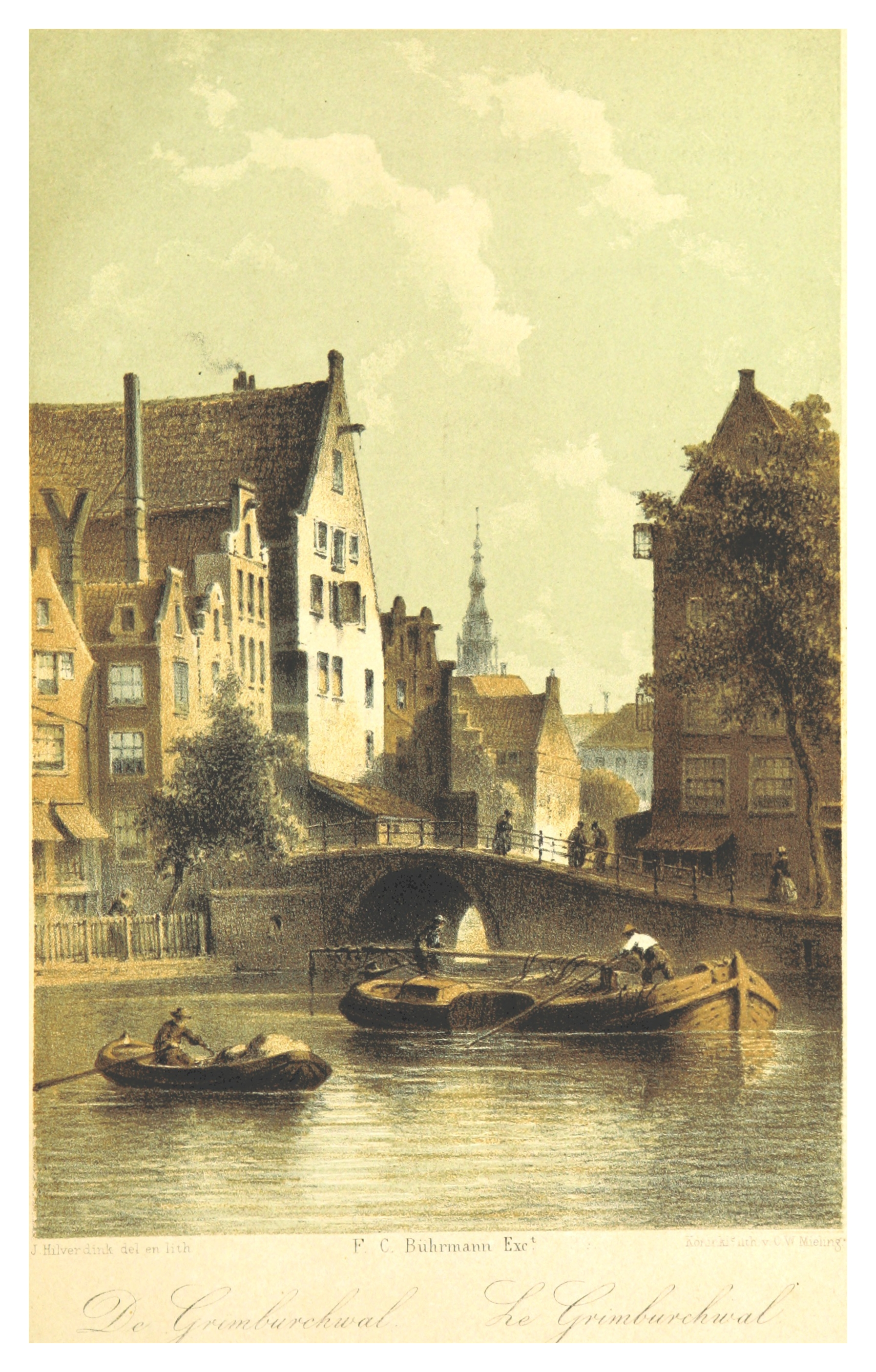
De Grimnessesluis (1860), vlak voor vernauwing Rokin
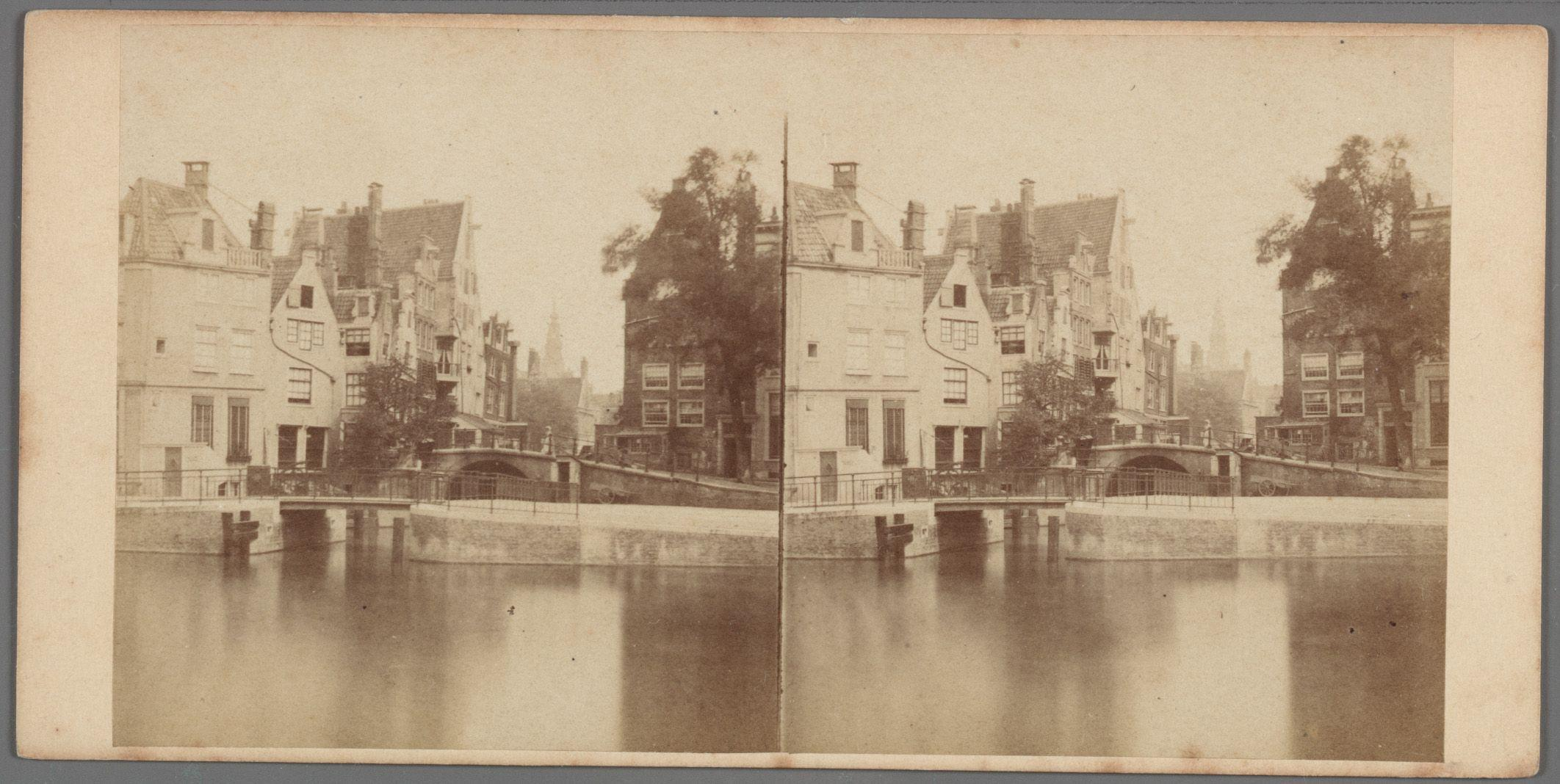
De oude en nieuwe Grimnessesluis rond 1861
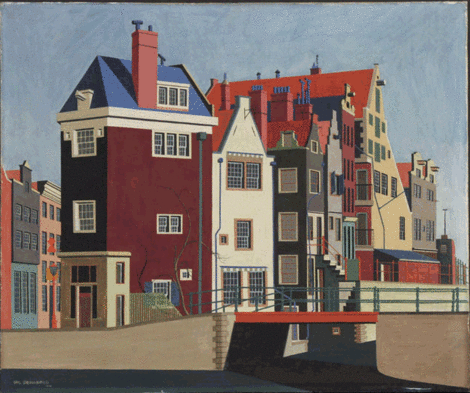
Grimnessesluis door Carl Grossberg (1925)
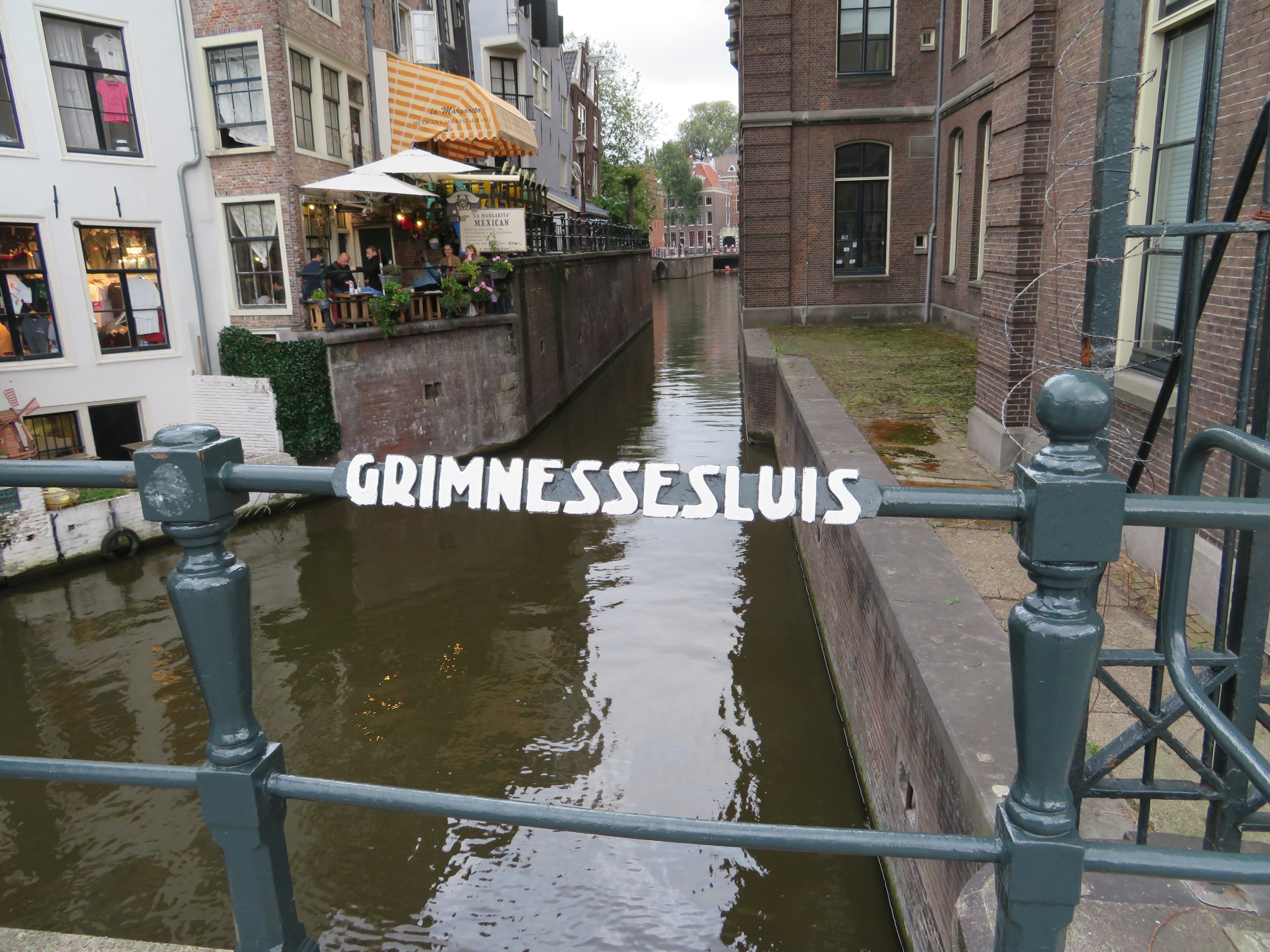
De Grimnessesluis in 2020

<<< · 200 · 201 · 202 · 203 · 204 · 205 · 206 · 207 · 208 · 209 ·  210 · 211 · 212 · 213 · 214 · 215 · 216 · 217 · 218 · 220 · 221 · 222 · 223 · 224 · 225 · 226 · 227 · 228 · 228P · 229 · 230 · 231 · 232 · 233 · 234 · 235 · 236 · 237 · 238 · 239 ·  240 · 241 · 242 · 243 · 244 · 245 · 246 · 247 · 248 · 249 ·  250 · 251 · 252 · 253 · 254 · 255 · 256 · 257 · 258 · 259 · 260 · 261 · 262 · 263 · 264 · 265 · 266 · 267 · 270 · 271 · 272 · 273 · 274 · 275 · 277 · 278 · 279 · 280 · 281 · 283 · 285 · 286 · 287 · 288 · 289 · 290 · 291 · 292 · 293 · 295 · 296 · 297 · 298 · 299 · >>>
Brugnummers 219, 268, 269, 276, 282, 284, 294 zijn niet (meer) in omloop.